# Ngawang Sungrab Thutob
Ngawang Sungrab Thutob (Kyarpa, 1874 – Lhasa, 1952) è stato un monaco buddhista tibetano, III Taktra Rinpoce..

## Biografia
Riconosciuto in tenera età come reincarnazione del secondo Taktra Rinpoce e khenpo del Monastero di Taktra, posto a otto miglia a ovest di Lhasa, fu discepolo di Pabongka Rinpoche e praticante di Dorje Shugden, nonché uno dei principali precettori del XIV Dalai Lama.
Comunemente soprannominato Taktra-la, nel 1941 succedette al V Reting Rinpoce come Reggente del regno del Tibet fino alla maggiore età del giovane Dalai Lama. Voci non confermate sostennero che gli avrebbe ceduto nuovamente la carica in un secondo momento. Successivamente, nel 1947, Reting tentò di riprendersi il potere con l'appoggio dei monaci sera, che scatenarono una ribellione nel mezzo di Lhasa, mentre a Taktra fu indirizzato un pacco esplosivo che però saltò senza provocare vittime.
La risposta del Reggente, che secondo i pettegolezzi si era innamorato del potere al punto da infrangere l'antica promessa fatta al predecessore, fu rapida ed energica: mentre i Dob Dob sedavano la rivolta dei monaci, Gyantsen fu arrestato e imprigionato al Potala, ove morì un mese dopo in circostanze sospette, tanto che molti sostennero che fosse stato avvelenato per precauzione proprio da Taktra. Alla morte del suo avversario nominò il XVII Trijang Rinpoce Tutore giovane del XIV Dalai Lama.
Taktra fu spesso accusato di eccessiva durezza e severità nelle questioni legate alla Reggenza, emanando leggi aspre e di parte e attuando metodi autoritari e inflessibili. Il popolo tibetano lo accusò più volte di essere incapace di contrastare la corruzione e gli abusi del governo, analogamente allo stesso Reting.
Attualmente, la propaganda cinese lo accusa di aver collaborato con i «malevoli agenti dell'imperialismo britannico allo scopo di mantenere il Tibet separato dal resto della madrepatria socialista», pilotando con cura la morte di Reting, il «precettore onesto e responsabile del giovane Dalai Lama, venerabile lama animato da veri ideali buddhisti».

## La reincarnazione
Nel 1955 nacque la reincarnazione di Taktra-la, che fu riconosciuta nel 1957 sia dal governo cinese che dal XIV Dalai Lama, che in particolare gli impose il nome secondo l'usanza. Quando nel 1959 il Dalai Lama andò in esilio in India, le autorità cinesi presero il IV Taktra Rinpoce sotto la propria responsabilità, impartendogli un'educazione ideologica di tipo maoista. In seguito divenne membro del Consiglio dell'Associazione buddhista cinese, e vicepresidente dell'Associazione cinese del Buddhismo tibetano. In tale veste i cinesi si servirono più volte di lui per rivolgere accuse alla «Cricca del Dalai».